# NA-127
La NA-127 es una carretera de interés para la Comunidad Foral de Navarra, tiene una longitud de 7,8 km, comunica Sangüesa con Huesca y Pamplona.

## Recorrido
La NA-127 inicia su recorrido en Liédena y termina el recorrido en Sangüesa. 

## Ruta
| Denominación | Kilómetro | Salida                         | Dirección                         | Carretera                      |
| ------------ | --------- | ------------------------------ | --------------------------------- | ------------------------------ |
| NA-127       | 0         |                                | Liédena Lumbier                   | NA-2420                        |
| NA-127       | 1         |                                | Rocaforte                         |                                |
| NA-127       | 2         |                                | Sangüesa, Rocaforte, Aibar/Oibar  | NA-8603                        |
| NA-127       | 4         |                                | Sangüesa, Javier, Yesa            | NA-5410                        |
| NA-127       | 5         |                                | Sangüesa                          |                                |
| NA-127       | 6         |                                | Cáseda, Gabarderal, Torre de Peña | NA-5340                        |
| NA-127       | 7,82      | Continúa en Zaragoza por A-127 | Continúa en Zaragoza por A-127    | Continúa en Zaragoza por A-127 |